# Алифе
Али́фе (итал. Alife) — город в Италии, расположен в регионе Кампания, подчинён административному центру Казерта.
Население составляет 7 372 человека (на 31.12.2004 г.), плотность населения составляет 112 чел./км². Занимает площадь 63 км². Почтовый индекс — 81011. Телефонный код — 00823.
Покровителем города считается св. Сикст I (папа римский). Праздник города ежегодно празднуется 11 августа.

## Города-побратимы
- Алатри, Италия (1984)
- Гловно, Польша (1990)